# Stanley Kalms
Pour les articles homonymes, voir Kalms.
Harold Stanley Kalms, baron Kalms (né le 21 novembre 1931 à Londres et mort le 30 mars 2025) est l'ancien président de Dixons Retail (anciennement DSG International plc, Dixons Group). Dixons Retail possède Currys, PC World, Knowhow (services internes) et divers détaillants d'électronique internationaux. Il passe toute sa carrière depuis 1948 à travailler pour Dixons, qui a été fondée par son père Charles Kalms en 1937.
Il est président de Volvere plc, un groupe britannique de redressement, de 2002 à 2011.

## Carrière
Stanley Kalms fait ses études au Christ's College (Finchley). Il rejoint Dixons en 1948 à l'âge de 16 ans et, au fil des ans, fait évoluer l'entreprise d'une entreprise familiale à un seul magasin pour devenir le premier détaillant spécialisé en électricité en Europe. Kalms est nommé président de Dixons Group plc en 1971. Il est également gouverneur de la Dixons City Academy à Bradford, West Yorkshire (où un complexe théâtral est nommé en son honneur), directeur des affaires pour Sterling et directeur de l'Institut national de recherche économique et sociale.
Stanley Kalms est également impliqué dans de nombreuses activités caritatives privées, notamment la mise en place de la Stanley Kalms Foundation à Londres et auparavant le Stanley Kalms Readership in Business Ethics and Strategic Management à l'Université de North London. Il est président du King's Healthcare NHS Trust de 1993 à 1996. Il participe également au programme de recherche sur le diabète du King's Hospital ISLET.
Stanley Kalms a des liens étroits avec l'université de Buckingham. Il en reçoit un diplôme honorifique.
Stanley Kalms écrit dans la presse sur les sujets de l'Union monétaire européenne (UEM) et sur la gouvernance d'entreprise ; et un livre - A Time to Change - une revue des activités de la Synagogue Unie (1996).
Il reçoit son titre de chevalier dans les honneurs du Nouvel An 1996 pour ses services à l'industrie de la vente au détail électrique et fait pair à vie comme baron Kalms, d'Edgware dans l' arrondissement londonien de Barnet en 2004. Il quitte la Chambre des lords le 9 juillet 2024.
Stanley Kalms est trésorier du Parti conservateur, de 2001 à 2003. Comme beaucoup dans le parti, il s'est opposé à l'euro. Kalms attaque William Hague pour sa position sur l'attaque israélienne au Liban, le qualifiant de « critique de fauteuil ignorant » et ces remarques étaient « carrément dangereuses ». Il est expulsé du parti en 2009 après avoir voté pour l'UKIP puis non affilié.
Il est directeur du groupe de réflexion du Centre for Policy Studies (CPS) de 1991 à 2001. Il est membre du Conseil consultatif de United Against Nuclear Iran, une organisation de défense étroitement liée aux factions néoconservatrices et autres factions « pro-israéliennes » qui promeut une position américaine de confrontation envers l'Iran, en particulier en ce qui concerne son programme nucléaire . Kalms est membre du Savile Club et du Portland Club.